# Slatina (Novi Pazar)
Slatina (szerbül: Слатина), település Szerbiában, a Raškai körzet Novi Pazar községében.

## Népesség
- 1948-ban 509 lakosa volt.
- 1953-ban 582 lakosa volt.
- 1961-ben 595 lakosa volt.
- 1971-ben 510 lakosa volt.
- 1981-ben 497 lakosa volt.
- 1991-ben 361 lakosa volt.
- 2002-ben 297 lakosa volt, akik  közül 246 bosnyák (82,82%), 45 szerb (15,15%) és 6 muzulmán.